# Chaca bankanensis
Chaca bankanensis – gatunek słodkowodnej ryby sumokształtne z rodziny Chacidae.

## Występowanie
Półwysep Malajski, Sumatra, północna i zachodnia część wyspy Borneo.

## Wielkość
Dorasta do 20 cm długości.